# Campionat dels Països Baixos de sidecarcross
El Campionat dels Països Baixos de sidecarcross, regulat per la federació neerlandesa de motociclisme (KNMV, Koninklijke Nederlandse Motorrijders Vereniging), és la màxima competició de sidecarcross que es disputa als Països Baixos. Es tracta d'un dels campionats en vigor d'aquesta disciplina més antics i prestigiosos del món, essent molts dels seus guanyadors alhora campions del món de la disciplina, a causa de l'alt nivell dels equips que hi competeixen.

## Llista de guanyadors
A 1 de gener de 2025
| Any  | Campions                                | Equip         |
| ---- | --------------------------------------- | ------------- |
| 1961 | Henk Steman / Map de Haas               | BSA           |
| 1962 | Henk Steman / Map de Haas               | BSA           |
| 1963 | Henk Steman / H. van Rees               | BSA           |
| 1964 | Cor van Heugten / Hans van Campen       | BSA           |
| 1965 | Cor van Heugten / Hans van Campen       | Matchless     |
| 1966 | Cor van Heugten / Hans van Campen       | Matchless     |
| 1967 | Jan Ten Thije / Theo Ten Thije          | BSA           |
| 1968 | Broer Dirkx / Joop Brouwers             | BSA           |
| 1969 | Jan Ten Thije / Theo Ten Thije          | BMW           |
| 1970 | Jan Ten Thije / Theo Ten Thije          | BMW           |
| 1971 | Rikus Lubbers / Joop Brouwers           | Wasp-Norton   |
| 1972 | Broer Dirkx / Dick de Wolff             | Wasp-Norton   |
| 1973 | Rikus Lubbers / Bart Notten             | Wasp-Yamaha   |
| 1974 | Broer Dirkx / Andre Godschalk           | Wasp-Norton   |
| 1975 | Ton van Heugten / Dick Steenbergen      | Hagon-Yamaha  |
| 1976 | Ton van Heugten / Dick Steenbergen      | Hagon-Heuga   |
| 1977 | Willie van de Laan / Marius van de Berg | ENK-Yamaha    |
| 1978 | Willie van de Laan / Jaap van Vliet     | Wasp-Westlake |
| 1979 | Ton van Heugten / Frits Kiggen          | Wasp-Westlake |
| 1980 | Ton van Heugten / Frits Kiggen          | Wasp-Norton   |
| 1981 | Jan Bakens / Henk van Heek              | Wasp-Yamaha   |
| 1982 | Rijn van Gastel / Eric Hurkmans         | EML-Yamaha    |
| 1983 | August Muller / Cor van de Bijl         | EML-Yamaha    |
| 1984 | Rijn van Gastel / Eric Hurkmans         | EML-Jumbo     |
| 1985 | August Muller / Henk van Heek           | VMC-Honda     |
| 1986 | Eimbert Timmermans / Eric Verhagen      | EML-Maico     |
| 1987 | August Muller / Henk van Heek           | VMC-Honda     |
| 1988 | Hans van Goch / Sies Huirkmans          | EML-Jumbo     |
| 1989 | Eimbert Timmermans / Eric Verhagen      | EML-Kawasaki  |
| 1990 | Eimbert Timmermans / Eric Verhagen      | EML-Kawasaki  |
| 1991 | Benny Janssen / Frans Geurts van Kessel | EML-Zabel     |
| 1992 | Eimbert Timmermans / Eric Verhagen      | EML-Kawasaki  |
| 1993 | Marco Bens / Eric Toonen                |               |
| 1994 | Gerton Kops / Gerwin Wijs               | VMC-Zabel     |
| 1995 | Gerton Kops / Sies Huirkmans            | BSU-KTM       |
| 1996 | Jacky Janssen / Wiljam Janssen          | BSU-KTM       |
| 1997 | Jacky Janssen / Wiljam Janssen          | EML-KTM       |
| 1998 | Daniël Willemsen / Marcel Willemsen     | BSU-Zabel     |
| 1999 | Daniël Willemsen / Marcel Willemsen     | BSU-Zabel     |
| 2000 | Jacky Janssen / Wiljam Janssen          | EML-Zabel     |
| 2001 | Daniël Willemsen / Sven Verbrugge       | BSU-Zabel     |
| 2002 | Daniël Willemsen / Dagwin Sabbe         | VMC-Zabel     |
| 2003 | Daniël Willemsen / Kaspars Stupelis     | VMC-Zabel     |
| 2004 | Daniël Willemsen / Kaspars Stupelis     | VMC-Zabel     |
| 2005 | Eric Schrijver / Christian Verhagen     | VMC-MTH       |
| 2006 | Daniël Willemsen / Sven Verbrugge       | VMC-Zabel     |
| 2007 | Daniël Willemsen / Reto Grütter         | VMC-Zabel     |
| 2008 | Daniël Willemsen / Reto Grütter         | VMC-Zabel     |
| 2009 | Peter Steegmans / Christian Verhagen    | VMC-Zabel     |
| 2010 | Etienne Bax / Ben van den Bogaart       | VMC-Zabel     |
| 2011 | Etienne Bax / Ben van den Bogaart       | VMC-Zabel     |
| 2012 | Etienne Bax / Kaspars Stupelis          | VMC-Zabel     |
| 2013 | Marcel Grondman / Christian Verhagen    | VMC-Zabel     |
| 2014 | Etienne Bax / Kaspars Stupelis          | VMC-Zabel     |
| 2015 | Etienne Bax / Kaspars Stupelis          | VMC-Zabel     |
| 2016 | Ben Adriaenssen / Lauris Daiders        | WSP-Husqvarna |
| 2017 | Etienne Bax / Nicolas Musset            | VMC-Zabel     |
| 2018 | Etienne Bax / Kaspars Stupelis          | WSP-Zabel     |
| 2019 | Tim Leferink / Sam Veldman              |               |
| 2020 | Wilfred Vos / Wessel Susebeek           |               |
| 2021 | Etienne Bax / Nicolas Musset            |               |
| 2022 | Etienne Bax / Ondrej Cermak             |               |
| 2023 | Koen Hermans / Ben van den Bogaart      |               |
| 2024 | Koen Hermans / Ben van den Bogaart      |               |

Notes
1. ↑  Emprà també Bart Notten de passatger
2. ↑  Emprà també Henk Mensinck de passatger
3. ↑  Emprà també J. van Vliet i D. Grootendorst de passatgers
4. ↑  Emprà també Frans Geurts van Kessel de passatger
5. ↑  Emprà també Ron Varga de passatger
6. ↑  Emprà també Reto Grütter de passatger